# Visionaries: Knights of the Magical Light
Visionários: os Cavaleiros da Luz Mágica foi uma série animada americana de 1987. É baseada na linha de brinquedos de figura de ação de mesmo nome pela Hasbro (O desenho chegou a ser exibido brevemente no Brasil, mas não foi lançada a série de bonecos no país). Um total de 13 episódios foi produzido por Sunbow Productions, e lançado um DVD nos EUA em 2004.

## A história
No planeta Prysmos, localizado em outra dimensão, os Visionários compõem-se de dois grupos de cavaleiros — os Cavaleiros Espectrais e os Lordes da Escuridão, ambos dos quais têm os seus poderes mágicos dados por Merklynn depois de concluir com sucesso uma missão para conseguir o templo de Merklynn na Montanha de Ferro. Cada personagem ganhou um poder de totem dos animais diferente que refletiu a sua personalidade permitindo ao cavaleiro transformar-se temporariamente naquele animal. Alguns cavaleiros tiveram estandartes de poder com poderes diferentes como destruição e podem ser ativados recitando um verso especial. Os cavaleiros sem estandartes podem infundir transportes com poderes mágicos, como o calabouço mágico de veículo de assalto do punhal (Senhores de Escurecimento).

## Personagens
Merklynn - O Mago que vive no santuário de Iron Mountain. Merklynn convida cavaleiros de todo o reino para competir em uma corrida com obstaculos em seu templo, premiando aqueles que atingem a sua sala com habilidades mágicas.

### Cavaleiros Espectrais
| Poder mágico: | Sabedoria - "os segredos Sussurrados da idade despedaçada, eu evoco-te: renove este sábio!" |

| Magical power: | Protection - "Shield this craft from one and all. Reflect, deflect, depose and fall!" |

| Magical power: | Fire - "Draw upon the breath of stars, And scorch the sky with fiery scars!" |

| Magical power: | Strength - "Three suns aligned pour forth their light and fill the archer's bow with might!" |

| Magical power: | Light Speed - "Mergulho meus pés nos ventos do morro; Com pernas velozes, sobre a terra eu corro." |

| Magical power: | Knowledge - "Vontade e pensamento, isto é poder, acorde minha mente para o grande saber" |

| Magical power: | Healing - "By warmth of heart, your pain I feel. Grant me the power, your wounds to heal!" |

### Darkling Lords
Headed by Darkstorm, the Darkling Lords use their powers for selfish aims and are fittingly considered the villains of the séries.
| Magical power: | Decay - "By what creeps, what crawls, by what does not, Let all that grows recede and rot!" Decay Reversal - "Power of rot, obscuring truth, What once was old restore to youth!" |

| Magical power: | Magic Extractor - "Flay the flesh, lay bare the bone. Upon this field, let grief be sown!" |

| Magical power: | Flight - "Wings of steel shall ride the breeze. Invade the air, the land, the seas!" |

| Magical power: | Destruction - "Pela mão da natureza, a arte que prepara, o que antes era um, agora se separa!" Destruction Reversal - "What was asunder and undone, Now be whole, the two make one!" |

| Magical power: | Fear - "Oh mist-filled pits, dark, dank, unclear, Touch all before me with frost-fingered fear!" |

| Magical power: | Invulnerability - "Flecha pontuda, espada letal, que nada penetre nesta carcaça mortal" |

| Magical power: | Disease - "Wind of sickness, illness most vile, Strike down my enemy, with disease revile!" |